# Hélène De Rudder
Pour les articles homonymes, voir Rudder.
Hélène De Rudder-du Ménil, née Hélène du Ménil en 1869 ou 1870 à Ypres et morte en 1962, est une artiste brodeuse belge parmi les plus connues de Belgique.

## Biographie
Hélène Françoise Elise du Ménil naît à Ypres en 1869 comme fille de François Joseph du Ménil et d'Emilienne Louise Frémont et passe son enfance à Tournai. Vers 1886, elle s'installe à Uccle avec ses parents.
Hélène du Ménil suit les cours dans une école professionnelle bruxelloise, l'école Funck. Elle y apprend à coudre et à confectionner des vêtements avant de passer à la broderie. Elle suit également des cours de dessin auprès de Maria De Rudder.
Elle se marie en 1890 avec le sculpteur Isidore De Rudder (1855-1943) qui, remarquant son talent, lui dessinera des compositions plus importantes. Le couple s'installe à Ixelles.

## Œuvre

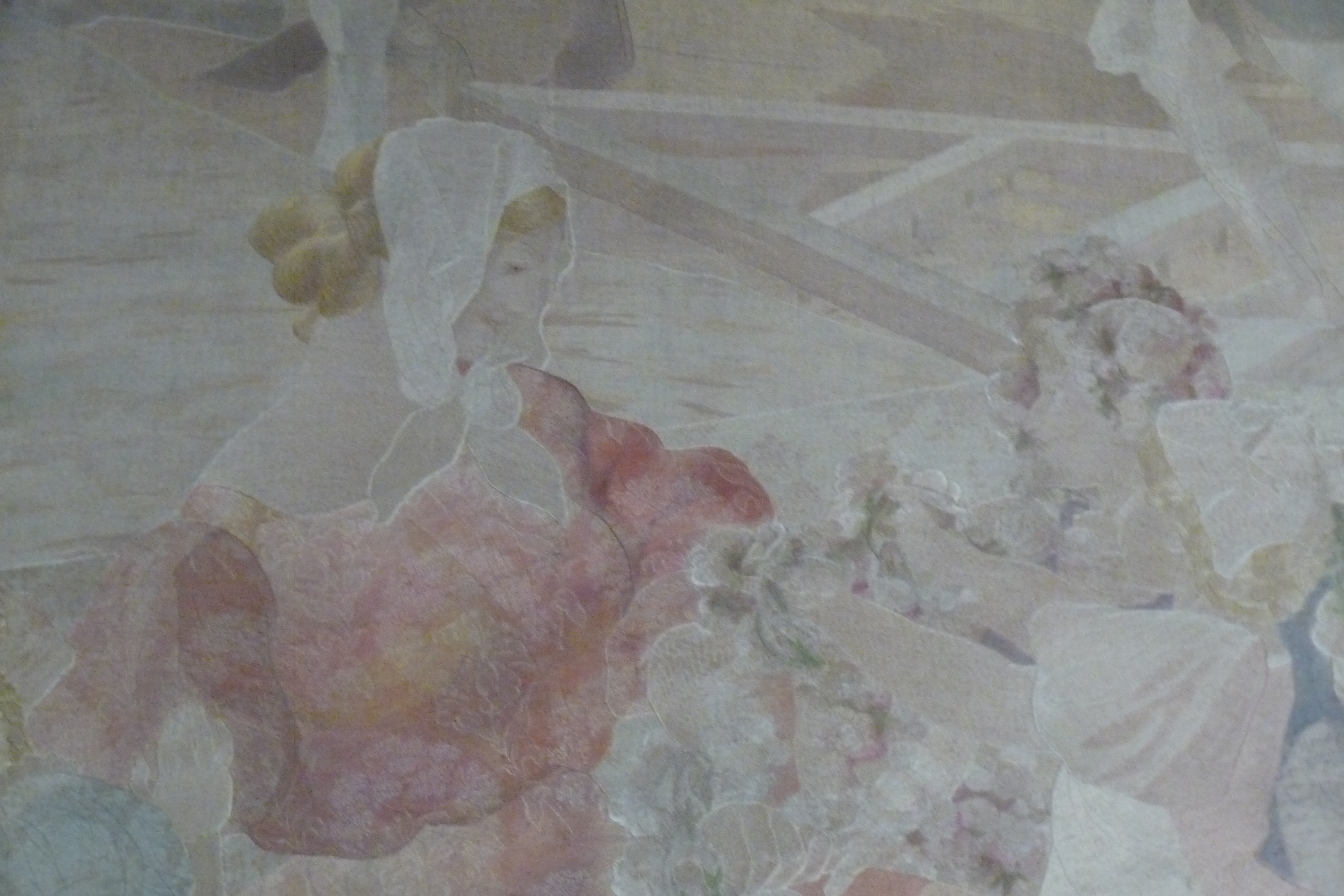
Détail d'un tapis réalisé par Hélène et Isidore De Rudder (Hôtel de ville de Saint-Gilles.

Hélène De Rudder est connue pour son utilisation d'une technique mixte de tissus appliqués et broderie en vue de réaliser des panneaux décoratifs monumentaux. Les cartons étaient dessinés par son époux Isidore d'après ses idées. Son travail, figuratif, comporte de nombreux motifs floraux et de la faune, des allégories et des scènes inspirées de mythologies ou de légendes. Son style est celui de l'Art nouveau, bien qu'il ait des liens avec la Renaissance ou les préraphaélites.
Elle expose ses premières broderies à l'exposition de Bruxelles, Cercle pour l'Art, en 1895 et remporte, tout de suite beaucoup de succès. D'autres expositions auront lieu durant les vingt années suivantes, comme le Salon triennal des Beaux Arts à Bruxelles, en 1903, qui inclut, pour la première fois les arts appliqués, celui de 1907 qui accueille 55 exposantes présentant des travaux d'aiguille. Elle obtient de nombreuses commandes d'institutions locales, de musées et de particuliers. Pour exécuter ces travaux, elle engage une équipe de brodeurs.
Huit de ses tentures ont été exposées dans le Salon d'honneur du Palais des Colonies lors de l'exposition coloniale de Tervuren, qui eut lieu en marge de l'exposition internationale de Bruxelles de 1897. Ces tentures étaient censées montrer les bienfaits de la colonisation par un jeu d'oppositions : Civilisation et Barbarie, Famille et Polygamie, Christianisme et Fétichisme, Liberté et Esclavage. Chacune mesurait 232 cm de haut sur 122 de large. Elles sont aujourd'hui conservées aux Musées royaux d'Art et d'Histoire de Bruxelles.
Hélène De Rudder a réalisé, en collaboration avec son mari, un ensemble important de broderies monumentales pour la salle des mariages de l’hôtel de ville de Saint-Gilles et une broderie pour la salle des mariages de l'hôtel de ville de Bruxelles en 1897, connue sous le nom de l'Affection et la Fidélité.
Les Quatre Saisons, un ensemble de quatre panneaux sont acquis en 1903 par la Ville de Bruxelles et placés initialement dans le bureau de l'échevin Lepage. Ils sont actuellement conservés par le Musée du Costume et de la Dentelle de Bruxelles. La réalisation de cette œuvre a pris plusieurs années. Les panneaux de 191 cm sur 225 chacun, illustrent les saisons par les différentes étapes de la vie d'une femme, et sont agrémentés de motifs végétaux et animaux et de signes du zodiaque. La représentation est assez conservative et place les femmes dans des rôles traditionnels mais le style est résolument Art nouveau.
La ville acquiert encore La broderie de la déesse Minerve en 1956, conservée au musée de la ville de Bruxelles,. Minerve était notamment la déesse du filage et du tissage, activités proches de la broderie.
À partir de la Première Guerre mondiale, les grands panneaux ont moins de succès et Hélène De Rudder travaille alors des formats plus petits et aussi la dentelle jusqu'à ce qu'elle ferme son atelier en 1925.
Après la mort de son mari en 1943, elle s'installe à Nice près de ses filles et y meurt en 1962.

## Hommages
Hélène De Rudder est nommée chevalier de l'ordre de Léopold le 24 novembre 1911.